# Aechmutes
Aechmutes is een kevergeslacht uit de familie van de boktorren (Cerambycidae). De wetenschappelijke naam van het geslacht werd voor het eerst geldig gepubliceerd in 1867 door Bates.

## Soorten
Aechmutes omvat de volgende soorten:
- Aechmutes armatus Gounelle, 1911
- Aechmutes boliviensis Clarke, 2012
- Aechmutes lycoides Bates, 1867
- Aechmutes subandinus Clarke, 2012